# 标准石油
标准石油（英語：Standard Oil）是美国历史中一间大型、综合石油生产、提炼、运输与营销的公司。於1870年以有限公司的形式在俄亥俄州成立，乃是當時世界上最大的煉油廠商。在1911年被美国最高法院裁定為非法壟斷之後，這家世界上出现最早规模最大跨国公司的爭議史才得以結束，標準石油最終拆分為多家石油公司。
约翰·洛克菲勒是标准石油的创办人、主席与大股东，虽然它使得洛克菲勒成为近代历史中最富有的人，但因为它呈成倍的成长速度，又采用虽然合法但是排挤许多小商企的策略，标准石油受到了公众的广泛批评。其他标准石油的著名主要人物包括：佛羅里達東海岸鐵路、度假村的建造者亨利·弗拉格勒与维吉尼亚铁路的建造者亨利·罗杰斯。
標準石油最初通過橫向整合煉油行業主宰成品油市場，後來改用垂直整合。該公司是商業托拉斯發展的創新者。標準石油托拉斯精簡生產與物流，從而降低了成本並削弱競爭對手。競爭法批評人士指責標準石油使用激進價格摧毀競爭對手，形成威脅消費者權益壟斷。

## 早期歷史

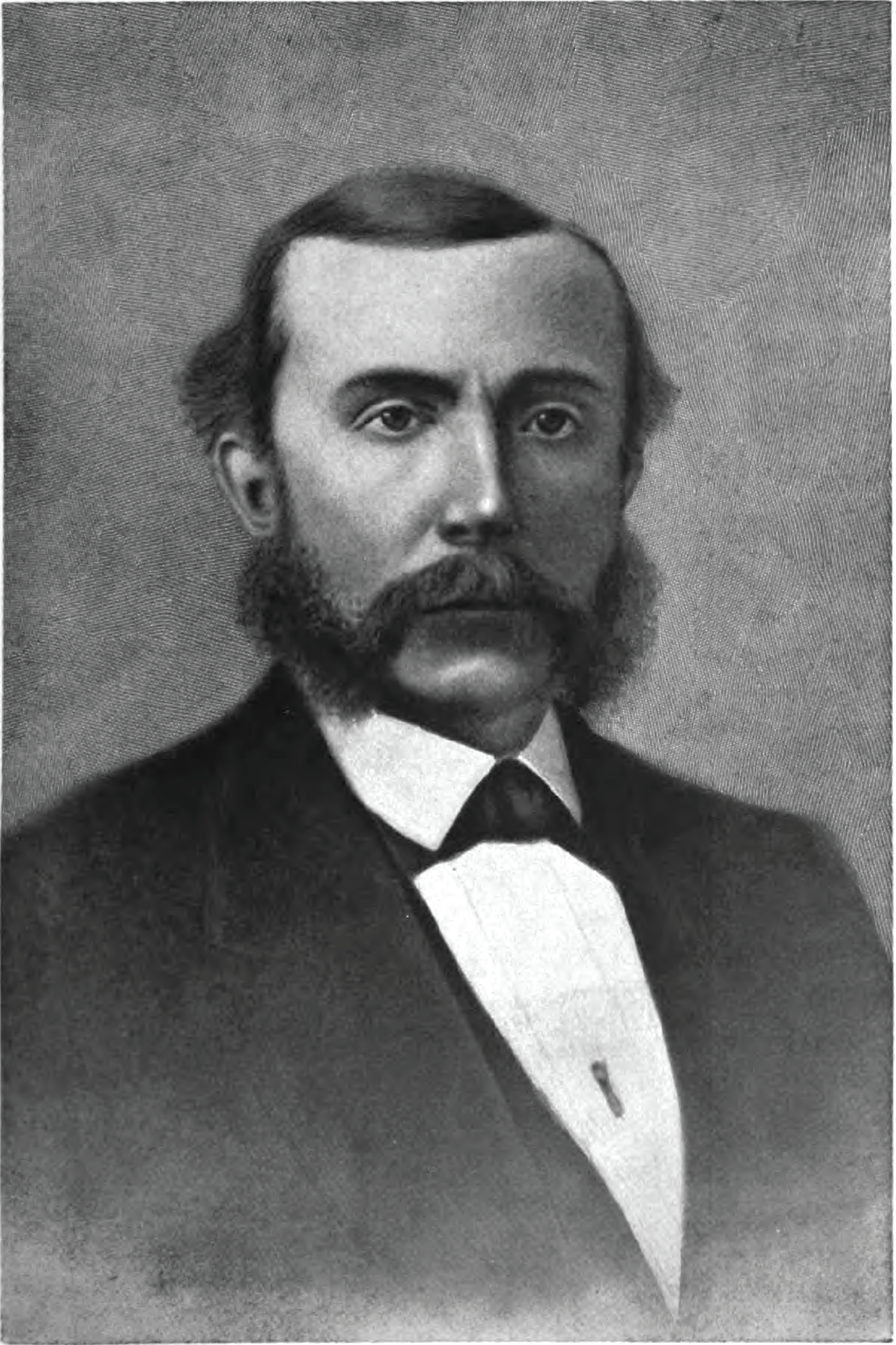
約翰·洛克菲勒，绘於1872年創建標準石油后不久

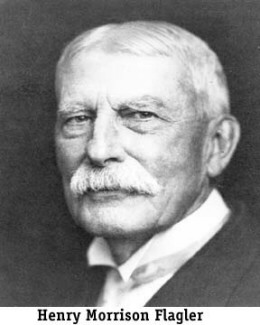
亨利·弗拉格勒，摄于1923年前

在1870年，俄亥俄州，约翰·洛克菲勒、威廉·洛克菲勒、亨利·弗拉格勒、化学家塞缪尔·安德鲁（Samuel Andrews），匿名合伙人史提芬·哈里斯（Stephen Harkness），与威廉的姐夫奥利弗·詹宁斯（Oliver Jennings）合伙建立了标准石油。在开始的10,000股中，洛克菲勒分得2,667股；威廉、亨利与塞缪尔各分得1,333股；史提芬分得1,334股；奥利弗分得1,000股；而洛克菲勒、安德鲁与弗拉格勒公司（Rockefeller, Andrews & Flagler）分得1,000股。通过后来受到广泛批评的高效战术，它在1872年的两个月内吞并或者摧毁了它在克里夫蘭的大部分竞争者，在后来更是席卷美国东北部。
在早年，因为洛克菲勒是塑造新石油工业的唯一的、重要的人物，所以他统治着团队。权利集中於公司在克利夫兰的总部，但是总部的决策都以合作方式作出。
州政府作出反应，试图通过立法限制公司规模。洛克菲勒和他的联营者发展出新方法去组织他们快速成长的企业。在1882年，他们将各州公司整合在一群委托人（Trustees）下。根据秘密合约，旧时的37个股东将他们的股份“委托”予9个委托人组成受托委员会：威廉·洛克菲勒与他的长兄，约翰·洛克菲勒、奧利弗·佩恩（Oliver H. Payne）、查爾斯·普拉特（Charles Pratt）、亨利·弗拉格勒，約翰·阿奇博爾德（John Archbold）、威廉·沃登（William Warden）、雅比斯·博斯特威克（Jabez Bostwick）与本傑明·巴斯特（Benjamin Brewster）。，约翰·洛克菲勒任委员会主席，約翰·阿奇博爾德仁副主席。37个股东法律上仍然控股该公司，但经营大权都在“受托委员会”手里。尽管托拉斯在1892年被俄亥俄州议会解散，这种组织形式被证明是非常成功的，所以，在后来，其它的巨型企业都采用了这种“托拉斯”形式。

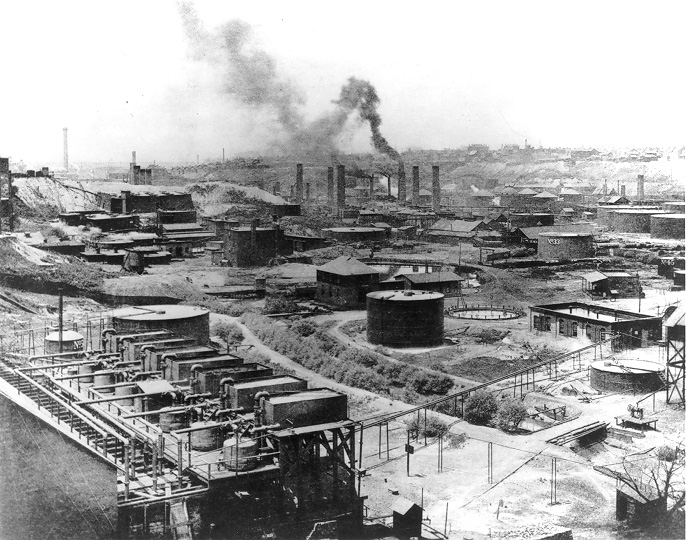
俄亥俄克利夫兰标准石油1号炼油厂。

公司的成长，除通过增加销售，还通过收购竞争对手。在购入竞争对手的公司后，洛克菲勒关闭他认为是低效的公司而保留其它的公司。在1868年一个精彩的交易中，纽约中央铁路旗下的湖滨铁路（Lake Shore Railroad）招标，只要一家公司每日输送60加仑石油并自行装卸，该公司就能以原价的71%运输石油，即每加仑一分、每桶42分。小公司都谴责这次招标不公平，因为他们没有的能力为折扣而产出足够的石油。
在1872年，洛克菲勒加入南方促进公司（South Improvement Company），这使得他在运输时能够得到回扣，让竞争对手露出弱点。但是此举被揭发，竞争对手要求賓夕法尼亞州议会撤回南方促进公司的契约。
标准石油的行动与秘密运输合约使得其煤油价格由1865年的56分跌至1870年的26分。
在1885年，俄亥俄标准石油将总部由克利夫兰迁到纽约市百老汇26号（26 Broadway）。同时，俄亥俄标准石油注册了新泽西标准石油，因为新泽西州的公司股份所有权法比较宽松。
同样地，在1890年，国会通过了美国所有反垄断法的始祖 - 谢尔曼反托拉斯法（Sherman Antitrust Act）。尽管对“抑制贸易”的定义充满争议，它禁止抑制贸易的一切合约、计划、交易、阴谋。标准石油集团很快地引起了俄亥俄總檢察長大卫·沃森（David Watson）的注意。
从1881年到1906年，标准石油以65.4%的股息548,436,000美金。就如普通的策略一样，部分盈利重新投入到商务中，而非作股息。1882年到1906年间，净盈利为838,783,800美金，股息为290,347,800美金。

## 鼎盛时期

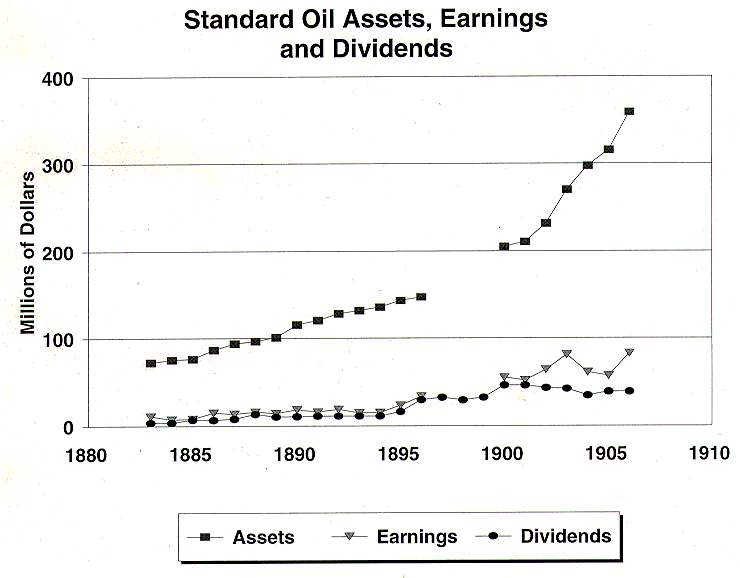
标准石油资产、盈利与股息

在1897年，洛克菲勒从集团的控股公司新泽西标准石油公司引退，但是保留了在公司的股份。副主席约翰·阿奇博德（John Archbold）主持公司的大部分运作。同时间，政府试图通过反托拉斯法限制公司的发展。
标准石油因为高效率与负责任建立最初的市场地位。在当时，大部分公司将汽油倒入河流，但是标准石油将它们用作自家机器的燃料。在当时，大部分公司的炼油厂的废料堆积如山，但是洛克菲勒却能够找到卖掉它们的方法。
例如，标准石油在1908年购入发明礦脂的切斯伯勒制造公司（Chesebrough Manufacturing Company）。
记者、作家艾达·塔贝尔（Ida Tarbell）的父亲是被洛克菲勒击败的油商，她是第一批“耙粪记者”之一。她与同情她的标准石油高级行政人员亨利·罗杰斯（Henry Rogers）作了广泛的采访，她的调查助长了公众对标准石油与一切垄断者的攻击。
在1902年11月开始，《麥克盧爾》（McClure's）杂志开始连载她的报道，连载在1904年10月结束，分为19部分。在1904年，集合成书《标准石油历史》（The History of the Standard Oil Company）。
标准石油托拉斯的控制权在一小群家族手上。在1910年，洛克菲勒说：“我认为在标准石油由创办至现今的历史中，大部分股权都为普拉特家族（Pratt Family）、佩恩-惠特尼家族（Payne-Whitney Family）、哈里斯-弗拉格勒家族（Harkness-Flagler Family）与洛克菲勒家族所控制。”
这些家族将大部分股息重新投资于其他产业，尤其是铁路业。他们也大量投资天然气与电力照明产业（包括巨型的纽约市综合天然气公司）。他们大量购入美国钢铁（US Steel）、混合铜业（Amalgamated Copper）甚至是玉米產品提炼公司（Corn Products Refining Company）的股份。

### 标准石油在中國
标准石油的产量增长得非常快，以至于美国市场很快饱和，所以公司开始展望海外市场。1880年，一家名為中國及日本貿易公司（China & Japan Trading Co.）的美國公司引入標準石油產品，並以船隻運送至上海。1890年代末，标准石油开始向中国售卖煤油，用作油灯的燃料。标准石油中文商标采用了“美孚”，意为美丽与可靠。它也在生产的錫燈上使用“美孚”商标，这些錫燈价格低，以鼓励中国百姓放弃使用菜油灯，使用煤油灯。此举获得了积极反应，中国成为标准石油在亚洲的最大市场。标准石油与真空石油公司合并后成立施丹维克（Stanvac (Standard-Vacuum)）是美国在投资珍珠港之前在东南亚的唯一投资。
标准石油在中国各大城市修建储油罐、仓库与办事处（将油轮上的散裝油以每罐5加仑重新储存）。在内陆，它使用油罐车、火车与船只运输石油。Stanvac的华北分公司以上海为基地，拥有上百艘河流船只，包括躉船、蒸汽船、小轮、拖轮以及油轮。超过13艘公司的油轮在长江上航行，其中最大的几艘美平（Mei Ping）（1,118吨）、美夏（Mei Hsia）（1,048吨）与美安（Mei An）（934吨）。他们都在帕奈號事件中沉没。美安在1901年服役，是船队的第一艘船。船队的其他船只包括：美川（Mei Chuen）、美孚（Mei Foo）、美红（Mei Hung）、美江（Mei Kiang）、美路（Mei Lu）、美谭（Mei Tan）、美苏（Mei Su）、美英（Mei Ying）、与美雲（Mei Yun）。美夏是一艘特别设计在江河航行的油轮，在上海使用当时最新造船技术建造。在1912年，同级建造的美孚服役。在1926年服役的美夏能够在3个储油罐中装载350吨散装油，她长206英尺，宽32英尺，在海外设计，在上海建造。她的石油燃料燃燒器进口自美国，而水管鍋爐进口自英国。
标准石油分拆後，施丹维克歸紐約標準石油所有。

### 垄断指控与反托拉斯诉讼

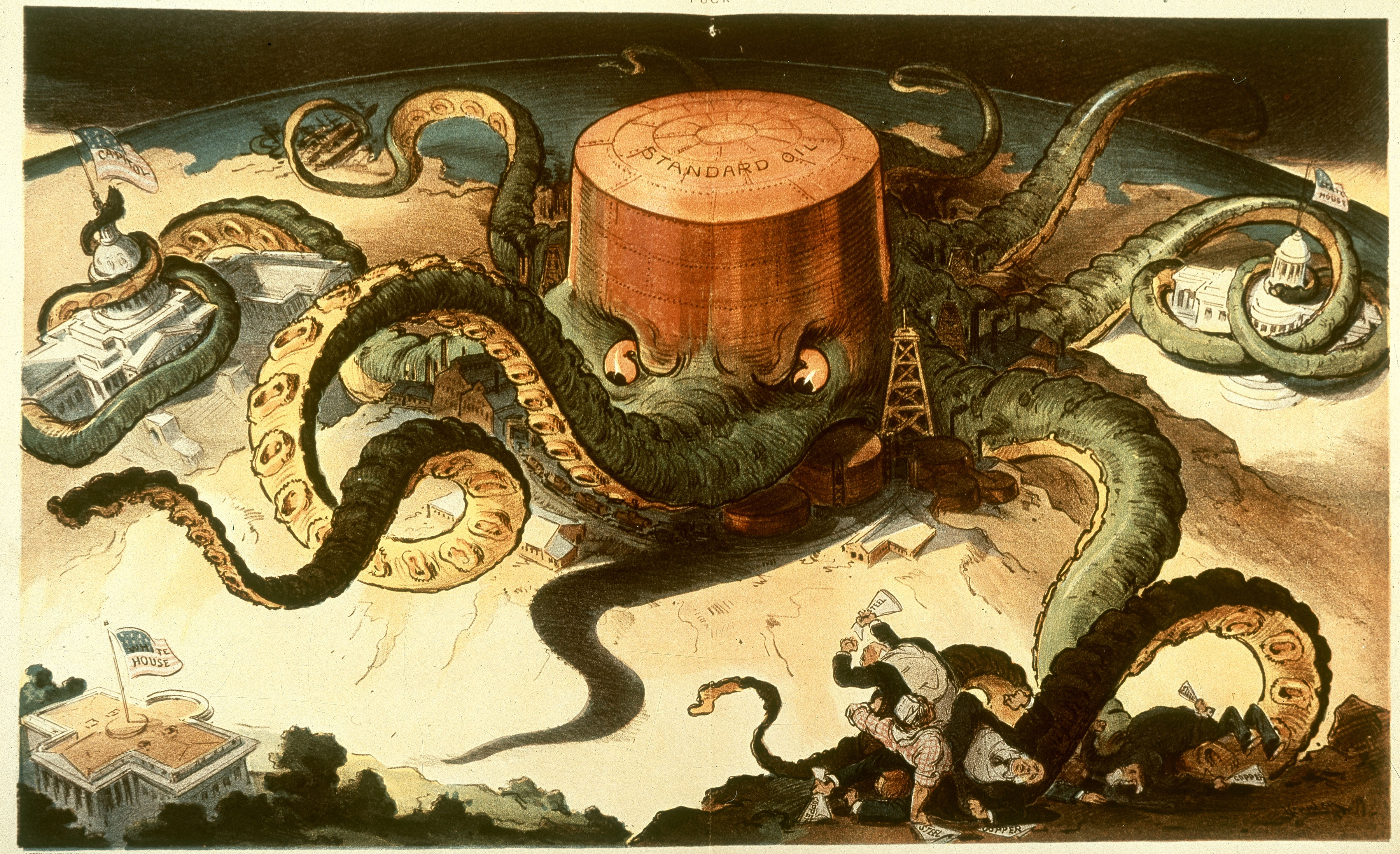
在卡通中被描述为章鱼的标准石油。

在1890年，标准石油控制了美国80%的石油。俄亥俄州起诉标准石油成功，托拉斯在1892年被迫解散。但是，标准石油只是将俄亥俄标准石油分离而继续控制它。后来，新泽西州修改了它的注册公司法，允许一间公司持有全美任何的公司的股份。所以，在1899年，以纽约市百老汇26号为基地的标准石油托拉斯，合法地重组为一间控股公司，新泽西标准石油，它持有41间公司的股份，而这些公司又控制了更多的公司，实际上只改变了控制公司的方法。公众认为由一群被选董事控制的标准石油集团是无孔不入的。
在1904年，91%的产油与85%的石油的最终销售都为标准石油控制。它的产出大多数是煤油，其中55%出口到世界各地。在1900年后，它不再使用价格战排挤竞争对手。联邦商业机构专员（Commissioner of Corporations）研究了标准石油在1904到1906年间的运作，称“毫无疑问......标准石油在石油提炼产业中的统治地位是通过不公战术取得的；操纵输油管与铁路，与通过削减石化产品的价格，用不公方法竞争”。在竞争对手的逐漸蠶食下，在1906年，公司的市场占有率只剩下了70%。同年，对标准石油的反托拉斯控诉失败了。
在1909年，美国司法部以1890年的谢尔曼反托拉斯法为依据起诉标准石油垄断及抑制州际商业：
在铁路公司偏向的组合的回扣、偏向与其他歧视性策略；通过控制输油管抑制竞争对手、达到垄断，对竞争对手拥有的输油管的不公策略；与竞争对手签署妨碍贸易的合约；不公的竞争方法，比如在必要打压对手的时候削减地方价格；派遣间谍到竞争对手处出收集情报，运营虚假独立公司，以相同的意图在石油上的付款中取得回扣。
在最后4年中，双方不断在庭上争论标准石油的垄断策略：
“调查的总体结果揭示许多以标准石油公司与其附属公司名义进行的，在铁路上的公然歧视。除加利福尼亚州的几所大型公司外，标准石油是以如此歧视方式销售获利。在国内的每一个地区，公司都享受着对竞争对手的一些不公优势，而其中一些歧视影响范围广阔。”
在1911年，公司的市场占有率下跌到64%，而且至少有147个竞争对手，包括海灣（Gulf）、德士古（Texaco）和殼牌（Shell）。公司并未试图垄断石油的勘探与抽取；在1911年，美国石油的勘探与抽取的11%为标准石油控制。

## 後繼公司
| 解散时名字                              | 现状                             |
| 紐澤西标准石油                          | 埃克森，现为埃克森美孚的一部分。 |
| 纽约标准石油                            | 美孚，现为埃克森美孚的一部分。   |
| 加利福尼亚标准石油                      | 即現雪佛龙                       |
| 印第安纳标准石油                        | 现为BP的一部分。                 |
| 肯塔基标准石油                          | 现为雪佛龙的一部分。             |
| 大陆石油公司（Continental Oil Company） | 现康菲公司之前身                 |
| 俄亥俄标准石油                          | 现为BP的一部分。                 |
| 俄亥俄石油公司                          | 现名馬拉松石油（Marathon Oil）。 |
| 威斯康辛标准石油公司                    | 现名坦博石油（Tempo Oil）。      |